# فهرست سرگرمی‌ها

## بازی‌ها
- بازی‌های تخته‌ای
  - تخته نرد
  - چکرز چینی

تختهٔ شطرنج

  - چکرز یا جنگ نادر (نوعی بازی شطرنجی که در انگلیس به آن Raughts می‌گویند.)
  - شطرنج
  - منچ
- بازی‌های کارتی
  - ورق
- دستش ده (دست رشته)
- دومینو
- طناب بازی
- قایم موشک
- وسطی (بازی‌ای دسته جمعی که دو گروه باید با نشانه‌گیری توپ به سمت حریف دوان، او را بزنند.)

## باغبانی
- پیوند زدن
- تولید نشای گیاهان
- درخت کاری
- گل کاری
- گیاهان آپارتمانی
- گیاهان تزئینی
- گیاهان گلخانه‌ای

## بیرون از خانه
- اردوی تفریحی
  - جنگل
  - ساحل
  - صحرا
  - کوه
- اسب سواری
- اسکیت سواری
- پیک نیک
- تیراندازی و نشانه‌گیری تفریحی به سوی اشیا
- پیاده روی
- عتیقه یابی
- غارنوردی
- غواصی
- کوهنوردی
- گنج یابی
- ماهیگیری

## حمل و نقل

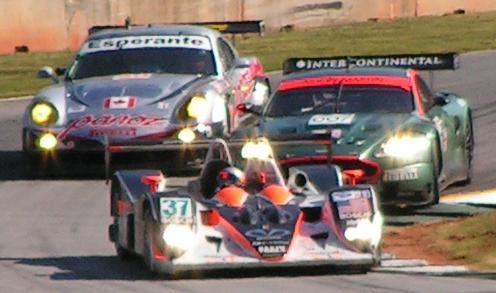
خودرو

- خودرو

- دوچرخه
- قایق
- قطار
- کامیون
- کشتی
- مترو
- موتورسیکلت

## حیوانات
- زنبورداری
- شکار
- مراقبت کردن از پرندگان مانند قناری
- نجات حیوانات
- نگهداری از اسب
- نگهداری از سگ
- نگهداری از ماهی
- نگهداری از خرگوش

## رایانه
- انیمیشن سازی
- بازی‌های رایانه‌ای
- برنامه نویسی رایانه
- طراحی سه‌بعدی
- کار با عکس
- تدوین فیلم

## عکاسی
- تاریک‌خانه (چاپ عکس در اتاقی تاریک)
- عکاسی از آثار باستانی
- عکاسی از حیوانات
- عکاسی نجومی

## علاقه‌مندان علوم غیر حرفه‌ای
- اخترشناسی غیر حرفه‌ای
- الکترونیک
- آتش بازی
- ربات‌ها
- شجره نامه (تبارشناسی)
- شیمی غیرحرفه‌ای
- لیزر

(همچنین ببینید: دانشمندان غیرحرفه‌ای)

## غذا
- انواع بستنی
- انواع خورش
- آش‌ها
- آشپزی
- دسرها
- سالادها
- سوپ‌ها
- شیرینی‌ها
- غذاهای ایرانی
- غذاهای بریانی و کباب‌ها
- غذاهای فوری (فست فود)
- کیک‌ها و تزئین آن‌ها

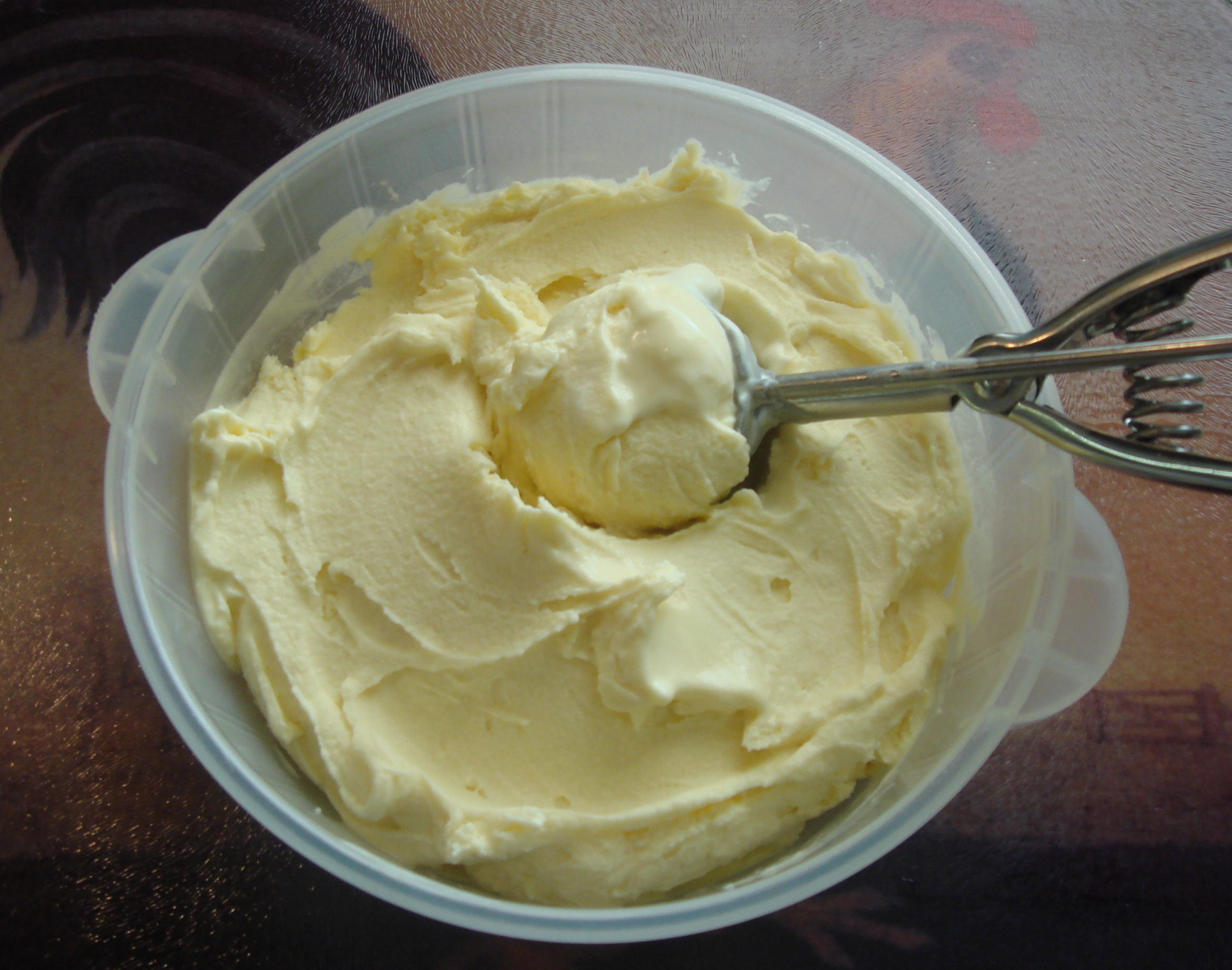
بستنی

- نوشیدنی‌ها مانند نوشابه‌ها، آب میوه‌ها و غیره

## فعالیت‌های مربوط بهاینترنت
- بلاگ (وبلاگ) سازی
- طراحی سایت
- گروه‌های خبری
- وبگردی مفید
- ویکی‌پدیا
- یاهو انسرز

## فیلم‌سازی
- تئاتر
- تله فیلم
- فیلم کوتاه
- کارگردانی
- مستند سازی

## مجموعه‌سازی
- اسباب بازی
- اسکناس
- جنگ‌افزار
- اشیای پیدا شده
- بال پرندگان
- بطری
- بلور و کریستال
- پروانه
- پوستر
- پول
- تاس (مکعبی که بر روی ۶ وجه آن اعداد ۱ تا ۶ نوشته شده باشد.)
- تصاویر گرافیکی
- تقویم، سالنامه
- تمبر
- جواهرات
- چسب
- خرس عروسکی
- خودنویس
- خودکار
- در بطری
- جعبه خوراکی
- دست خط
- دوربین
- روزنامه
- ساعت
- ساعت مچی
- سکه
- سنگواره (فسیل)
- شقایق
- شمشیر
- شمع
- ضبط شده‌ها (اسناد، سی دی‌ها یا نوارهای کاست)
- ظروف غذاخوری
- ظروف لعابی و میناکاری
- عتیقه
- عروسک
- عکس
- قاشق
- انواع قوطی
- کارت
- کارت پستال
- کارت حرفه (کارت‌هایی که مربوط به بازرگانی و حرفه‌های مختلف است.)
- کتاب
- کتاب‌های کمدی
- کلاه
- کلید

- کیف دستی
- لوازم عکاسی

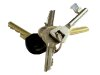
کلید

- لوازم مربوط به عید نوروز (مثل ظروف سفرهٔ هفت سین)
- لوازم نظامی
- مخروط
- مدارهای الکتریکی
- مدل‌های برف
- مینیاتور
- نقشه‌ها
- وصله (تکه‌های پارچه)

## هنرهاینمایشی
- آکروباتیک
- تئاتر
- خوانندگی (خواندن)
- رقص
- شعبده بازی
- نقالی

## هنرهایدستی و تفریحی

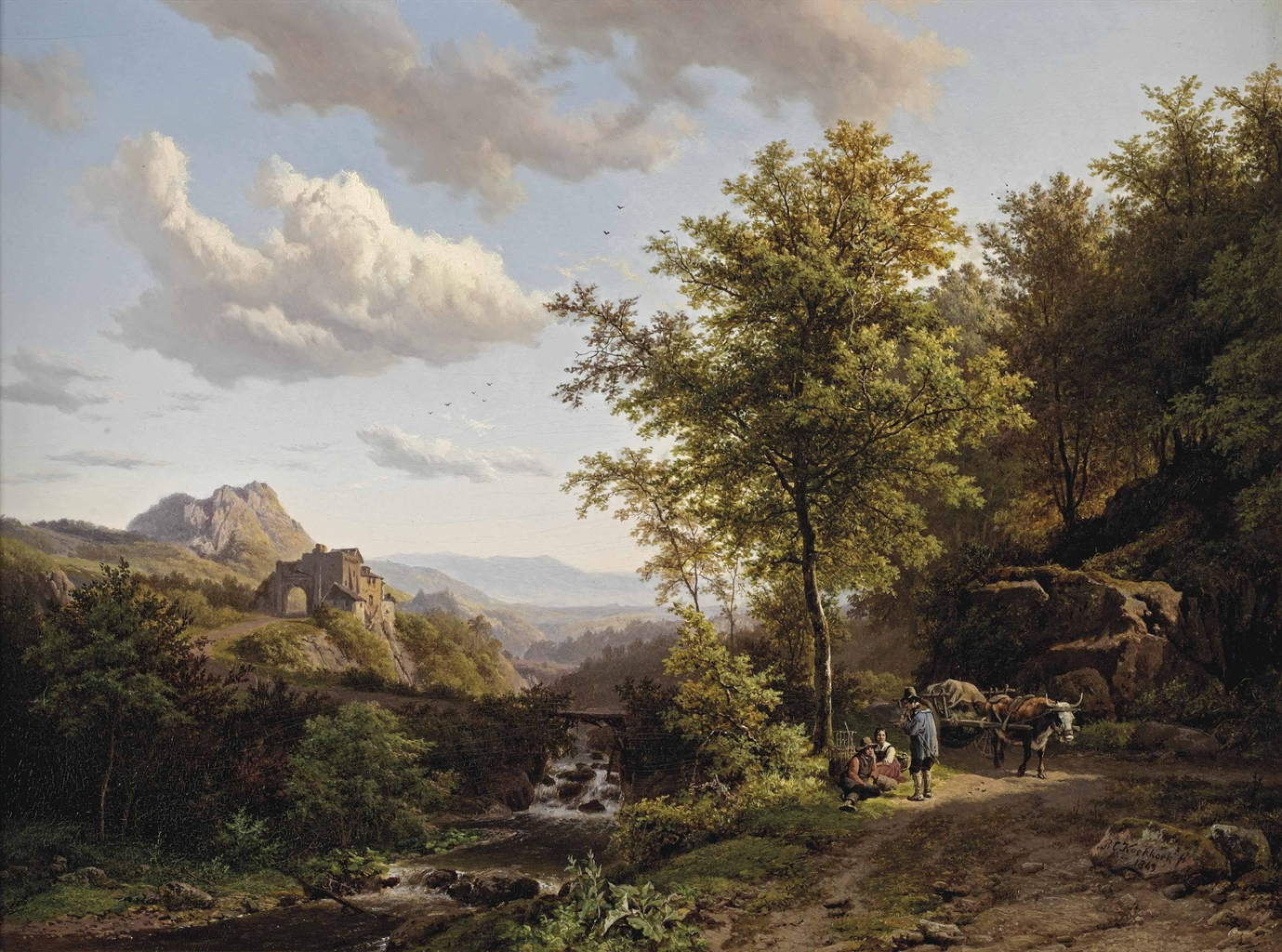
نقاشی

- اختلاط رنگ‌ها (اختلاط رنگ‌های مختلف در سطح پردهٔ نقاشی)
- بافندگی
- تراشیدن چوب (منبت کاری)
- جواهر سازی
- چیدمان منزل
- خوشنویسی و خطاطی
- خیاطی
- سیاه مشق
- شعر سرایی
- شیشه کاری
- عروسک سازی
- عکاسی
- قلابدوزی
- قلم زنی
- میناکاری
- نقاشی
  - آب رنگ
  - نقاشی کشیدن از پیکر

## ورزشو فعالیت‌های بدنی
- بدنسازی
- اسکواش
- اسکی
- اسکیت
- ایروبیک
- بدمینتون
- بسکتبال
- بوکس
- بولینگ
- بیس بال
- پرتاب نعل
- پیاده روی
- ترامپولین
- تکواندو
- تنیس
- تنیس روی میز
- تیراندازی
- چوگان
- دو (دویدن)
- دوچرخه سواری
- راگبی
- ژیمناستیک
- شمشیر بازی
- شنا
- شیرجه
- صحرا نوردی
- صخره نوردی
- فوتبال
- قایقرانی
- قایقرانی با قایق بادی
- کریکت
- کشتی
- کوه نوردی
- گلف
- ماهیگیری
- موج سواری
- نت بال
- هنرهای رزمی
- والیبال
- یوگا